# Józef Kutin
Józef Kutin (Rivne, 17 de octubre de 1911 - Varsovia, 15 de febrero de 1973) fue un político, ingeniero y diplomático polaco, participante en la guerra civil española y en la Segunda Guerra Mundial con el rango de teniente coronel, prisionero de campos de concentración y oficial de los órganos de seguridad de la República Popular de Polonia. Ostentó los cargos de subsecretario de Estado del Ministerio de Comercio Exterior (1949, 1958-1968) y del Ministerio de Comercio Interior (1949-1958).

## Biografía
Hijo de Adrián y Zofia. Entre 1929 y 1931 estudió en el Instituto Electrotécnico de Toulouse y hasta 1936 fue ingeniero en la empresa francesa de construcción de líneas eléctricas Philips. En 1931 se unió al Partido Comunista Francés, y trabajó para el partido entre 1934 y 1936. 
Luchó en las Brigadas Internacionales del bando republicano de la guerra civil española. Alcanzó el grado de mayor y fue delegado de las Brigadas Internacionales ante la Comisión de Desarme en Ginebra.
En 1939, Kutin se quedó apátrida al quitar Polonia la nacionalidad a sus nacionales que participaron en la guerra civil española, siendo reclutado en el ejército francés para combatir en la Segunda Guerra Mundial. En 1941 fue enviado por el PCF a Lyon donde, como teniente coronel, comenzó a organizar unidades de guerrilla urbana entre los emigrados (cofundó los batallones Carmagnole y Liberté, entre otros). En diciembre de 1943, fue arrestado por la Gestapo y después de seis meses deportado, primero al campo concentración de Auschwitz y luego a Mauthausen.
Tras su liberación en 1945, se unió al Partido Obrero Polaco, que en 1948 se transformó en el Partido Obrero Unificado Polaco. De 1945 a 1947 fue oficial del partido en Francia y en los años 1947-1949 fue agregado técnico de la embajada de Polonia en París. Desde julio de 1947 hasta marzo de 1949 fue jefe secreto de un departamento dentro del Departamento VII del ministerio de Seguridad Pública y en marzo de 1949 se convirtió en director de ese departamento. Estuvo involucrado, entre otros, en el caso Tatar-Utnik-Nowicki; aceptó varias veces fondos del general Stanisław Tatar.
En 1949 regresó a Polonia, siendo de marzo a octubre de 1949 fue subsecretario de Estado en el Ministerio de Comercio Exterior. Posteriormente ocupó este cargo en el ministerio de Comercio Interior (octubre de 1949 - marzo de 1958[4]) y nuevamente en el Ministerio de Comercio Interior (marzo de 1958 - marzo de 1968). En marzo de 1968 fue expulsado del Partido Obrero Unificado Polaco debido a acusaciones de irregularidades financieras y actividades nocivas en el comercio exterior. Posteriormente trabajó en la fábrica de cerámica de radio. En 1971 partió hacia Francia con su familia y se negó a regresar al país, encontrando empleo como ingeniero químico. En este país estuvo sometido a vigilancia por parte de los servicios de inteligencia civiles de la República Popular de Polonia.